# Gulleråsen (métro d'Oslo)
Gulleråsen est une station de la ligne Holmenkollen (Ligne 1) du Métro d'Oslo.

## Situation sur le réseau

Plan du métro en 2016.